# گیتار مغولی
گیتار مغولی (سوئدی: Gitarrmongot) فیلمی در ژانر درام به کارگردانی روبن اوستلوند محصول کشور سوئد است که در سال ۲۰۰۴ منتشر شد. این فیلم به عنوان نخستین فیلم سینمایی بلند اوستلوند که به‌ صورت غیرمستقیم به خشونت و فاشیسم می‌پردازد، به نوعی نمایانگر عقاید این فیلمساز در ادامه حرفه فیلم‌سازی و دارای بسیاری از ویژگی‌های بارز آثار این کارگردان، از جمله فیلمبرداری کارهایش است.

## داستان و ساختار
گیتار مغولی گزیده‌ای است از زندگی روزمره در سوئد از منظر پسری ۱۲ ساله که موسیقی پانک می‌سازد. فیلم همچنین بزرگسالانی را که با اسلحه خود را سرگرم می‌کنند و یک زن میانسالِ خود ویرانگر را نیز دنبال می‌کند. پسری گیتارش را می‌نوازد و به جای خواندن اشعار، جیغ می‌کشد. تعدادی مرد جوان تمام دوچرخه‌هایی را که می‌یابند نابود می‌کنند. دو مرد در آشپزخانه سعی می کنند مرد سومی را متقاعد کنند تا در یک بازی رولت روسی شرکت کند. گیتار مغولی ساختاری همانند فیلم بعدی‌ اوستلوند، غیرعمدی را دارد، همان تفسیر از روابط، نظام طبقاتی، منیت مردانه و خشونت را دارد اما این تفاسیر به اندازه سایر فیلم‌ها در این جا پرداخته نشده است.